# Anopheles stephensi
Anopheles stephensi este o specie de țânțari din genul Anopheles, descrisă de Liston în anul 1901. Conform Catalogue of Life specia Anopheles stephensi nu are subspecii cunoscute.

## Galerie

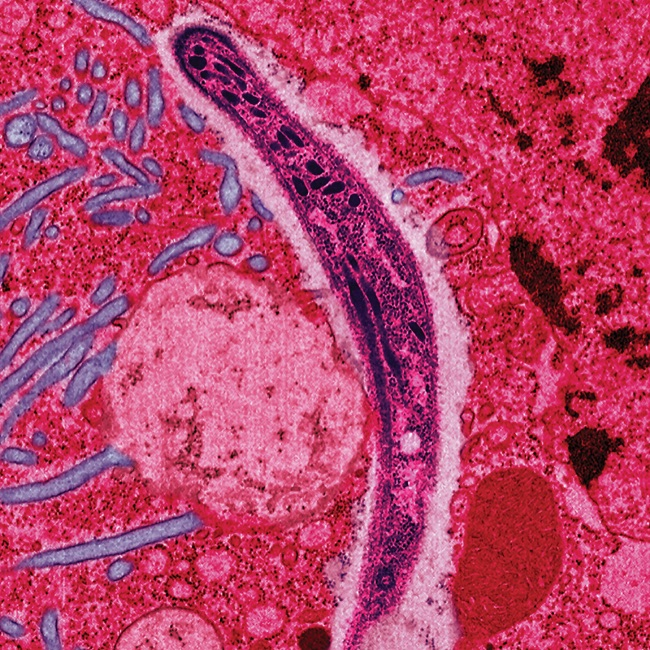